# Azovstal järn- och stålverk
Azovstal järn- och stålverk (ukrainska: Mеталургійний Kомбінат Азовсталь, Metalugrijnyj Kombinat Azovstal) är ett av de största metallurgiska företagen i Ukraina, beläget i Mariupol i Donetsk oblast. Företaget grundades år 1933.

## Historik
Den 2 februari 1930 beslöt presidiet för Sovjetunionens styrelse för nationell ekonomi att anlägga ett nytt järn- och stålverk i Mariupol och den 7 november samma år påbörjades gjutningen av grunden till den första masugnen. I november 1931 påbörjades byggandet av Azovstals hamn. Den 12 augusti 1933 tillverkades det första järnet i Azovstal och i januari 1935 tillverkades det första stålet.
Under andra världskriget sprängdes nästan hela anläggningen av retirerande tyska trupper i september 1943, men delar av anläggningen kunde tas i produktion i oktober 1944. Återuppbyggandet fortsatte under de efterföljande åren. I december 1977 inleddes ståltillverkning i ett nytt större industrikomplex. År 2006 blev Azovstal en del av Metinvest.
Under Rysslands invasion av Ukraina 2022 förstördes stora delar av stålverket.

## Tillverkning
Azovstal järn- och stålverk omfattar koksproduktion, sinterverk, masugnsanläggning med sex masugnar, stålverk och valsverk.

## Galleri

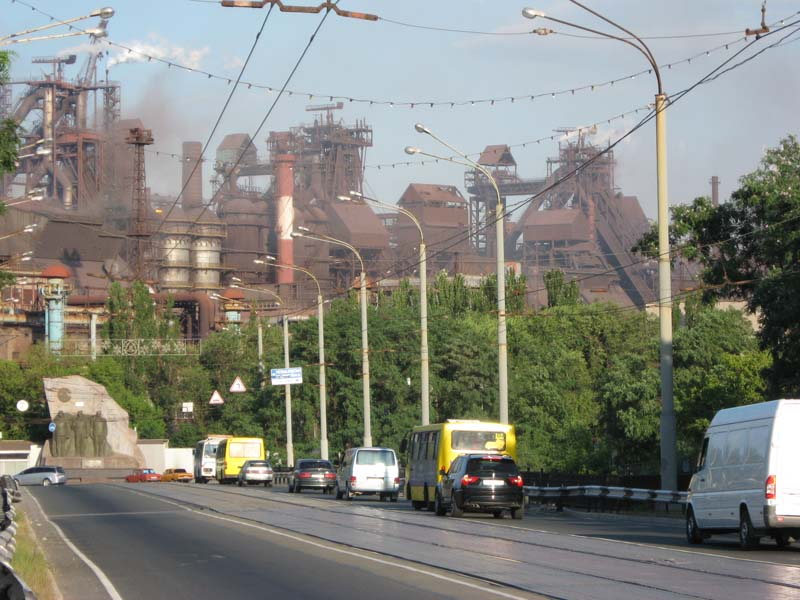
Azovstal järn- och stålverk.
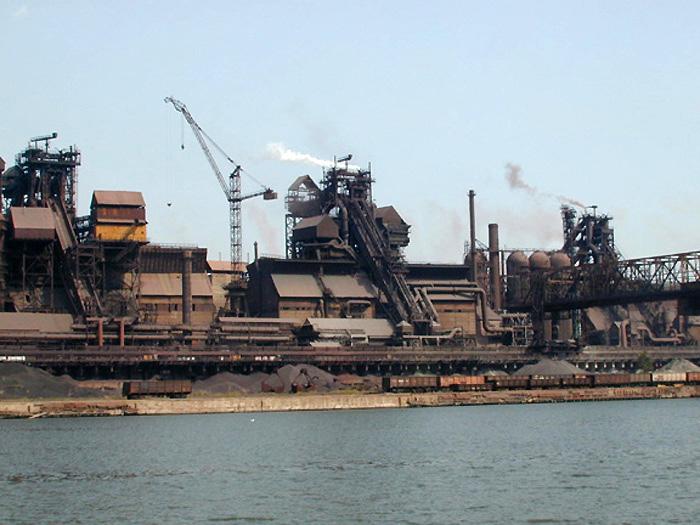
Azovstal hamn.
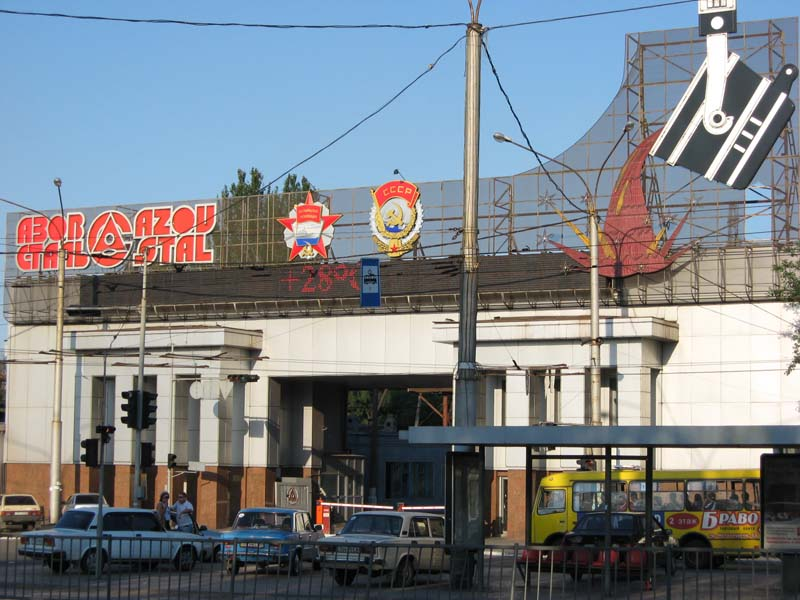
Huvudingången.
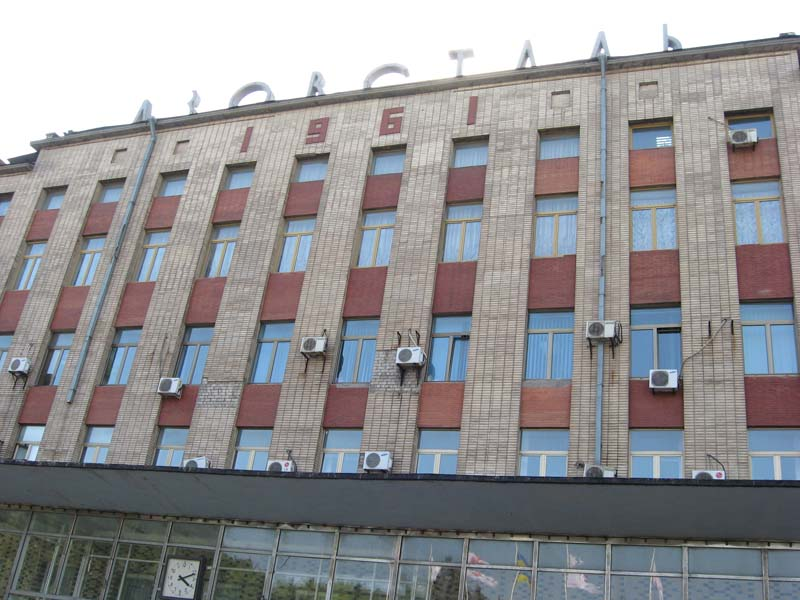
Huvudkontoret.